# غرور و آزادی
غرور و آزادی نام یک کتاب ادبی است که توسط هوارد فاست، نویسندهٔ اهل ایالات متحده آمریکا نوشته شده‌است.